# John Abbott (Les Feux de l'amour)
Pour les articles homonymes, voir Abbott et John Abbott.
John Abbott est un personnage de fiction du soap opera américain Les Feux de l'amour. Patriarche de la famille Abbott, il est le fondateur de la multinationale Jabot Cosmetics, principal concurrent de Newman Entreprises. Son rôle est d'abord interprété par Brett Halsey (de 1980 à 1981) avant d'être repris par Jerry Douglas (de 1981 à 2006). Jerry Douglas, l'interprète de John Abbott, décède en novembre 2021. 
Le doublage en français est effectué par Marcel Guido depuis 1985. 
Le personnage succombe à un accident vasculaire cérébral le 21 août 2006 (épisode diffusé sur CBS) mais apparaît occasionnellement sous la forme d'un fantôme à certains de ses proches par la suite.

## Biographie
Apparu dans la série en 1980, John Abbott est le fondateur d'une des plus grandes entreprises de produits cosmétiques du pays (Jabot Cosmetics). Il a pour principal concurrent Victor Newman, personnage ambitieux qui ne tarde pas à mettre sur pied sa propre société (Newman Entreprises). D'abord orageuse, la relation entre les deux hommes cède peu à peu la place à une sorte de respect mutuel qui n'est toutefois pas dénué d'une certaine méfiance.

### Vie sentimentale
La vie sentimentale de John est tout aussi agitée. Marié une première fois avec Dina Mergeron, il ne tarde pas à prendre conscience de l'infidélité de son épouse. Le couple finit par se séparer, laissant John assumer seul l'éducation des trois enfants issus de cette union : John Abbott Junior, dit « Jack », Ashley Suzanne Abbott et Traci Abbott. Il est cependant secondé par sa gouvernante Mamie Johnson (Veronica Redd). Très proche de ses enfants, il ne saura jamais que Ashley n'est pas sa fille biologique, mais le fruit d'une aventure de Dina avec son ancien professeur de tennis, Brent Davis.
John se remarie par la suite avec Jill Foster mais cette nouvelle union tourne court lorsqu'il découvre que celle-ci le trompe avec son propre fils Jack. Choqué, il demande le divorce mais n'ayant pas pris la précaution de faire rédiger un contrat de mariage, il doit laisser à son ancienne compagne un quart de sa fortune, une pension alimentaire de 150 000 dollars par an et un siège au conseil d'administration de Jabot Cosmetics.
Au cours des années qui s'ensuivent, John mène une vie rangée, entrecoupée de quelques brèves aventures avec Ellen Winters, Joanna Manning Fenmore ou Gina Romalotti. Il fait ensuite la connaissance de Jessica Blair, qui se sachant atteinte du sida veut renouer des liens avec sa fille Christine (Cricket). Il l'épouse peu après mais s'efface lorsque refait surface Jim Grainger, le père de Christine, laissant ses proches l'accompagner jusqu'à son dernier souffle.
Quelque temps plus tard, la vie réunit de nouveau John et Jill, qui décident de se remarier. C'est au cours de ce second mariage que naît le quatrième fils de John, William « Billy » Abbott. Cette relation ne tarde pas à prendre fin une fois encore et après des problèmes de santé, c'est John qui trahit ses vœux et entame une relation avec Mamie Johnson. Pour autant Jill ne s'avoue pas vaincue et offre un million de dollars à cette dernière pour qu'elle coupe tout lien avec lui, ce qu'elle accepte de faire. Lorsque le divorce est finalement prononcé, c'est John qui obtient la garde de son fils.

### Départ pour New York
Resté seul durant plusieurs années, il se consacre à l'éducation de William et quitte Genoa City pour New York, Jack ayant perdu le contrôle de la société familiale, rachetée par Victor Newman et intégrée à Newman Entreprises (puis aux Industries Chancellor).

### Retour et relation avec Gloria
Revenu à Genoa, John apparaît de plus en plus comme le patriarche du « clan » Abbott. Plus ou moins en retrait des affaires, il se consacre à sa famille. C'est au soir de sa vie qu'il fait la connaissance de Gloria Fisher, mère de Michael Baldwin et de Kevin Fisher. 
Lui cachant l'identité de ses enfants — que John n'apprécie guère au début — elle réussit à le séduire et ils se marient une première fois. Tom Fisher, l'ex mari de Gloria, fait son apparition dans la série, révélant que leur divorce n'a jamais été enregistré et qu'ils sont donc légalement toujours mariés. 
Tom devenant de plus en plus menaçant et usant de chantage et d'intimidations envers ses enfants, John finit par commettre l'irréparable et l'abat. Il est condamné à sept ans de prison et n'apparaît donc que de manière irrégulière dans la série.

### Décès de John
Comme il a des problèmes de santé durant son incarcération, il est sujet à des absences qui lui font perdre le sens du temps et des réalités. Profitant d'une de ces crises, son fils Jack — qui n'a jamais accepté le mariage de John et Gloria — lui fait rédiger un nouveau testament, ne mentionnant pas sa femme. 
Lorsqu'il est sujet à un accident vasculaire cérébral quelques mois plus tard, son état est jugé désespéré et conformément aux volontés qu'il a exprimé, le respirateur artificiel qui le retient en vie est débranché. Il meurt le 21 août 2006 au Memorial Hospital de Genoa City, entouré de ses enfants.
Après le décès de son père, Jack chasse Gloria de la maison familiale et fait valoir le testament produit par John au moment de ses troubles du comportement. Le tribunal tient compte de cette « preuve » et déboute Gloria. Durant cette période.

### Apparitions dans l’au-delà
John est parfois apparu comme une représentation visible de la conscience de Jack. Il a souvent réprimandé Jack pour son traitement minable de Gloria et son comportement contraire à l’éthique, mais il lui rappelle toujours à quel point il l’aime. Bien que l’esprit de John se soit parfois manifesté d’une manière qui pourrait indiquer une origine surnaturelle, il n’a jamais été au courant des divers méfaits de Gloria jusqu’à ce que Jack les découvre. Ainsi, « l’esprit » n’est rien de plus qu’un produit de l’imagination de Jack, apparaissant comme sa conscience, plutôt que comme une présence surnaturelle. Ashley, William et Katherine Chancellor ont reçu des visites similaires de « l’esprit » de John.
Le 24 décembre 2013, Jack regarde des photos de Phyllis, qui est maintenant dans le coma. John apparaît. Il dit à Jack qu’il a besoin d’être avec quelqu’un qui peut prendre soin de lui - Phyllis ne voudrait pas le voir seul à la maison en train de parler à un fantôme. Jack lui dit qu’il a raison, mais qu’il doit d’abord faire quelque chose. Il appelle Phyllis pour discuter avec elle. C’est la dernière apparition de John jusqu’à la diffusion de l’épisode le 24 mars 2015.
John est apparu à Ashley en décembre 2015, lorsqu’elle s’est évanouie en raison de ses anévrismes cérébraux. John est apparu à Jack en septembre et octobre 2016, pour dire à Jack de pardonner à Billy et Phyllis pour leur liaison.
De 2017 à 2020, John apparait régulièrement sous forme de souvenir.